# Квинслендский скальный валлаби
Квинслендский скальный валлаби (лат. Petrogale assimilis) — сумчатое млекопитающее из семейства кенгуровых.

## Описание
Вес самцов составляет 4,7 кг, вес самок — 4,3 кг. Шерсть на верхней стороне тела бурого цвета, брюхо песочного окраса. Лапы и хвост тёмные. У некоторых особей видны светлые полосы на щеках или одна полоса на спине.

## Распространение
Вид обитает в Австралии. Область распространения охватывает часть территории штата Квинсленд. Животных можно встретить также на близлежащих островах, таких как Магнетик-Айленд и en:Palm Island (Queensland). Естественная среда обитания — это скалистые, частично покрытые лесом ландшафты.

## Образ жизни
Животные активны ночью, скрываясь в течение дня в расщелинах скал или под навесами. Они населяют участки площадью от 9 до 11 га, которые увеличиваются в засушливый период. Животные часто живут парами, партнёры также вместе ищут пищу. Питание состоит преимущественно из трав.

## Размножение
Примерно через 31-дневный период беременности самка рождает чаще одного детёныша, который проводит свои первые 6—7 месяцев жизни в сумке матери.